# Maen Vag
Le Maen Vag est une barque en granit de Lanhélin, issue d'un bloc de 35 tonnes, conçue par le sculpteur Jean-Yves Menez,,,.
Cette sculpture évoque les légendes celtiques de Bran, de Brandan, de Maelduinn, ou des évangélisateurs (Samson, Suliac, Maclew, etc.) qui auraient navigué sur des auges de pierre .
La particularité de cette sculpture en granite est qu'elle flotte. Elle a fait l'objet de plus d'une quinzaine de mises à l'eau, avec passager. Maintenant l’œuvre est exposée sur le parvis de la Cathédrale Saint-Samson de Dol-de-Bretagne, où elle illustre la légende de Saint-Samson, qui serait arrivé à Dol au VIe siècle dans une « auge en pierre ».